# Marko Stamm
Marko Stamm (Berlino, 30 agosto 1988) è un pallanuotista tedesco, giocatore dello Spandau, ha partecipato alle Olimpiadi di Pechino 2008.